# Tioacetona
La tioacetona es un compuesto organosulfurado cuya fórmula química es (CH3)2CS. Es un líquido rojo o marrón, inestable a temperaturas mayores de -20 °C. Se obtiene al calentar tritioacetona. Tiene un olor extremadamente potente y desagradable y se considera una de las sustancias químicas con peor olor.

## Estructura
La estructura de la tioacetona es básicamente la misma de la acetona (C3H6O), solo que en lugar de un oxígeno, tiene un azufre.
La tioacetona generalmente se obtiene craqueando el trímero cíclico tritioacetona, [(CH3)2CS]3. El trímero se prepara mediante pirólisis de sulfuro de alilo isopropilo o tratando acetona con sulfuro de hidrógeno en presencia de un ácido de Lewis. 

La tioacetona no es soluble en agua, pero es fácilmente soluble en éter, benceno o etanol. 
La manipulación de la tioacetona se ve dificultada por su olor intenso y desagradable. Baumann y Fromm caracterizan el olor de la tioacetona en relación con su investigación de la siguiente manera:

«[…] nuestros intentos en este sentido fracasaron debido a que esta sustancia tiene un olor terrible, que se propaga en un tiempo sorprendentemente corto y contamina zonas enteras de la ciudad. […] Según nuestras percepciones, la intensidad del olor de esta sustancia supera todo lo que se sabe sobre sustancias de olor fuerte a este respecto”.
– Baumann, E. y Fromm, E., página 2593

## Polimerización
La tioacetona, a diferencia de su análogo oxigenado acetona, polimeriza espontáneamente incluso a temperaturas muy bajas, ya sea pura o disuelta en éter dietílico u óxido de etileno, dando un sólido blanco que es una mezcla variable de un polímero lineal ···–[C(CH|3|)|2|–S–]–··· y el trímero cíclico tritioacetona: [(CH
3)
2CS]
3. La absorción infrarroja de este producto se observa principalmente a 2950, 2900, 1440, 1150, 1360 cm−1  debido a los pares metilo geminados, y a 1085 cm−1  debido al enlace C–S Los espectros de RMN de protones muestran un único pico para un desplazamiento de 8,1.
La masa molecular promedio del polímero varía de 2 kDa  dependiendo del método de preparación, la temperatura y la presencia del tautómero tioenol . El polímero se funde en un rango de aproximadamente 70 a 125 °C. La polimerización es promovida por los radicales libres y la luz.
El trímero cíclico tritioacetona es un compuesto blanco o incoloro con un punto de fusión de 24 °C, cerca de la temperatura ambiente. También tiene un olor profundamente desagradable.